# Grupo de espaço
Em cristalografia, o grupo de espaço (ou grupo espacial, grupo cristalográfico, grupo de Fedorov) de um cristal é uma descrição da simetria do cristal, e pode ter um de 230 tipos. Em matemática, grupos de espaço também são estudados em dimensões outras que 3 onde são algumas vezes chamadas grupos de Bieberbach, e são grupos discretos cocompactos de isometrias de um espaço euclideano orientado.  
Uma fonte definitiva sobre grupos de espaço tridimensionais é o International Tables for Crystallography (Tabelas Internacionais para Cristalografia).

## História
Os grupos de espaço em 3 dimensões foram primeiramente enumerados por Fyodorov (1891), e pouco depois foram enumerados independentemente por Schönflies (1891) e Barlow (1894). Todas estas primeiras enumerações continham vários pequenos erros, e a lista correta de 230 grupos de espaço foi encontrada durante a correspondência entre Fyodorov e Schönflies.
Grupos de espaço em 2 dimensões são os 17 "grupos de papel de parede" que tinham sido conhecidos durante vários séculos.

## Elementos de um grupo de espaço
Os grupos de espaço em três dimensões são obtidos a partir de combinações dos 32 grupos pontuais cristalográficos com as 14 redes de Bravais, cada um destes últimos pertencente a um dos sete sistemas cristalinos. Isso tem como resultado um grupo de espaço ser uma combinação da simetria translacional de um célula unitária incluindo a centragem da rede, as operações de simetria de grupo pontual de reflexão, rotação e rotação imprópria (também chamada rotoinversão), e as operações de simetria do eixo parafuso e plano de deslizamento. A combinação de todas estas operações de simetria resulta num total de 230 grupos de espaço únicos descrevendo todas as simetrias de cristal possíveis.

### Os elementos de fixação de um ponto
Os elementos do grupo espacial que fixam de um ponto do espaço são rotações, reflexões, o elemento identidade, e rotações impróprias.

### Translações
As translações formam um subgrupo normal abeliano de categoria 3, a chamada rede de Bravais. Existem 14 tipos possíveis de redes de Bravais. O quociente entre o grupo de espaço e a rede de Bravais é um grupo finito, que é um dos 32 grupos pontuais possíveis.

### Planos de deslizamento
Um plano de deslizamento é uma reflexão em um plano, seguida por uma translação paralela a esse plano. Isso é denotado pora,bouc, dependendo de qual o eixo ao longo do qual ocorre o deslizamento. Há também o deslizamento n, que é um deslizamento ao longo da metade de uma diagonal de uma face, e o deslizamento d, que é um quarto da distância ao longo de uma face ou de uma diagonal de espaço da célula unitária. Este último é o chamado plano de deslizamento do diamante pois ocorre na estrutura do diamante.

### Eixos parafuso
Um eixo parafuso é uma rotação em torno de um eixo, seguida de uma translação ao longo da direção do eixo. Estes são denotadas por um número, n, para descrever o grau de rotação, onde o número corresponde ao total de operações que devem ser aplicadas para completar uma rotação completa (por exemplo, 3 significaria uma rotação de um terço do caminho ao redor do eixo de cada vez). O grau de translação é então adicionado como um índice que mostra o quão longe está ao longo do eixo de translação, como uma porção do vector de rede paralelo. Então, 2 1 é uma rotação dupla seguida de uma translação de 1/2 do vetor da rede.

### Fórmula geral
A fórmula geral para a ação de um elemento de um grupo de espaço é
y=x.M +D
onde M é a sua matriz,D é o seu vetor, e na qual o elemento transforma o pontox no ponto y. Em geral, D = D(retículo) + D(M), em que D(M) é uma função única de M que é zero para M igual à identidade. As matrizes M formam um grupo pontual que é uma base do grupo de espaço; a rede tem de ser simétrica sob este grupo pontual.
A dimensão da rede pode ser menor que a dimensão global, resultando em um grupo de espaço "subperiódico". Para (dimensão global, dimensão da rede):
- (1,1): grupos de linha unidimensionais
- (2,1): Grupos de linha: grupos de friso bidimensionais
- (2,2): grupos papel de parede
- (3,1): grupos de linha tridimensionais; com os grupos pontuais cristalográficos 3D, os grupos vareta
- (3,2): grupos de camada
- (3,3): Os grupos de espaço discutidos neste artigo

## Notação espacial para grupos
Há pelo menos oito métodos de nomear grupos espaciais. Alguns desses métodos podem atribuir diversos nomes diferentes para o mesmo grupo de espaço, pelo que no total há muitos milhares de nomes diferentes.
- Número. A União Internacional de Cristalografia publica tabelas de todos os tipos de grupos de espaço e atribui a cada um deles um número único entre 1 e 230. A numeração é arbitrária, exceto que os grupos com o mesmo sistema cristalino ou grupo pontual recebem números consecutivos.

- Símbolo internacional ou notação Hermann-Mauguin  - notação Hermann-Mauguin (ou internacional) descreve a rede e alguns geradores para o grupo. Tem uma forma abreviada chamada símbolo internacional curto, que é a mais comumente usada em cristalografia, e geralmente consiste de um conjunto de quatro símbolos. O primeiro descreve a centralização da rede de Bravais (P,A,B,C,I,Rou F). Os três seguintes descrevem a mais proeminente operação de simetria visível quando projetada sobre uma das direções de alta simetria do cristal. Estes símbolos são os mesmos utilizados para grupos pontuais, com a adição de planos de deslizamento e eixos parafuso, descritos acima. A título de exemplo, o grupo de espaço do quartzo é P3121, mostrando que ele exibe centralização primitiva do motivo (i.e., uma vez por célula unitária), com um eixo parafuso triplo o e um eixo de rotação dupla. Note-se que não contém explicitamente o sistema cristalino, embora esta seja único para cada grupo de espaço (no caso deP3121, é trigonal).

No símbolo internacional o primeiro símbolo (31 neste exemplo) denota a simetria ao longo do eixo principal (eixo-c nos casos trigonais), o segundo (2 neste caso) ao longo de eixos de importância secundária (a e b) e o terceiro símbolo a simetria em outra direção. No caso trigonal existe também um grupo de espaço P3112. Neste grupo de espaço os eixos duplos não estão ao longo dos eixos a e b, mas numa direção rodada em 30o.
Os símbolos internacionais e símbolos internacionais curtos para alguns dos grupos de espaço foram alterados ligeiramente entre 1935 e 2002, portanto vários grupos de espaço têm quatro símbolos diferentes de uso internacional.
- Notação Hall - notação de grupos de espaço com uma origem explícita. Os símbolos de translação, rotação e direção de eixo são claramente separados e os centros de inversão são definidos explicitamente. A construção e o formato da notação tornam-na particularmente apropriada para a geração de informação de simetria por computador. Por exemplo, o grupo número 3 tem três símbolos Hall: P 2y (P 1 2 1), P 2 (P 1 1 2), P 2x (P 2 1 1).

- Notação Schönflies - os grupos de espaço com grupo pontual determinado são numerados por 1, 2, 3, ... (Na mesma ordem que o seu número internacional) e este número é adicionado como um sobrescrito ao símbolo Schönflies para o grupo pontual. Por exemplo, os grupos de números de 3 a 5, cujo grupo pontual é C2 tem símbolos Schönflies C

 1  2
, C
 2  2
, C
 3  2
.
- Símbolo Shubnikov

- 2D :Notação de orbivariedade e 3D: notação de fibrifold. Como o nome sugere, a notação de orbivariedade descreve a orbivariedade, dada pelo quociente do espaço euclidiano pelo grupo de espaço, ao invés de geradores do grupo de espaço. Foi introduzida por Conway e Thurston, e não é muito usada fora da matemática. Alguns dos grupos de espaço têm várias fibrifolds diferentes associadas a eles, e logo têm vários símbolos fibrifold diferentes.

- Notação Coxeter - grupos de simetria espacial e pontual, representados como modificações dos grupos Coxeter reflexionais puros.

|